# Rađevo Selo
Rađevo Selo (em cirílico: Рађево Село) é uma vila da Sérvia localizada no município de Valjevo, pertencente ao distrito de Kolubara. A sua população era de 991 habitantes segundo o censo de 2011.

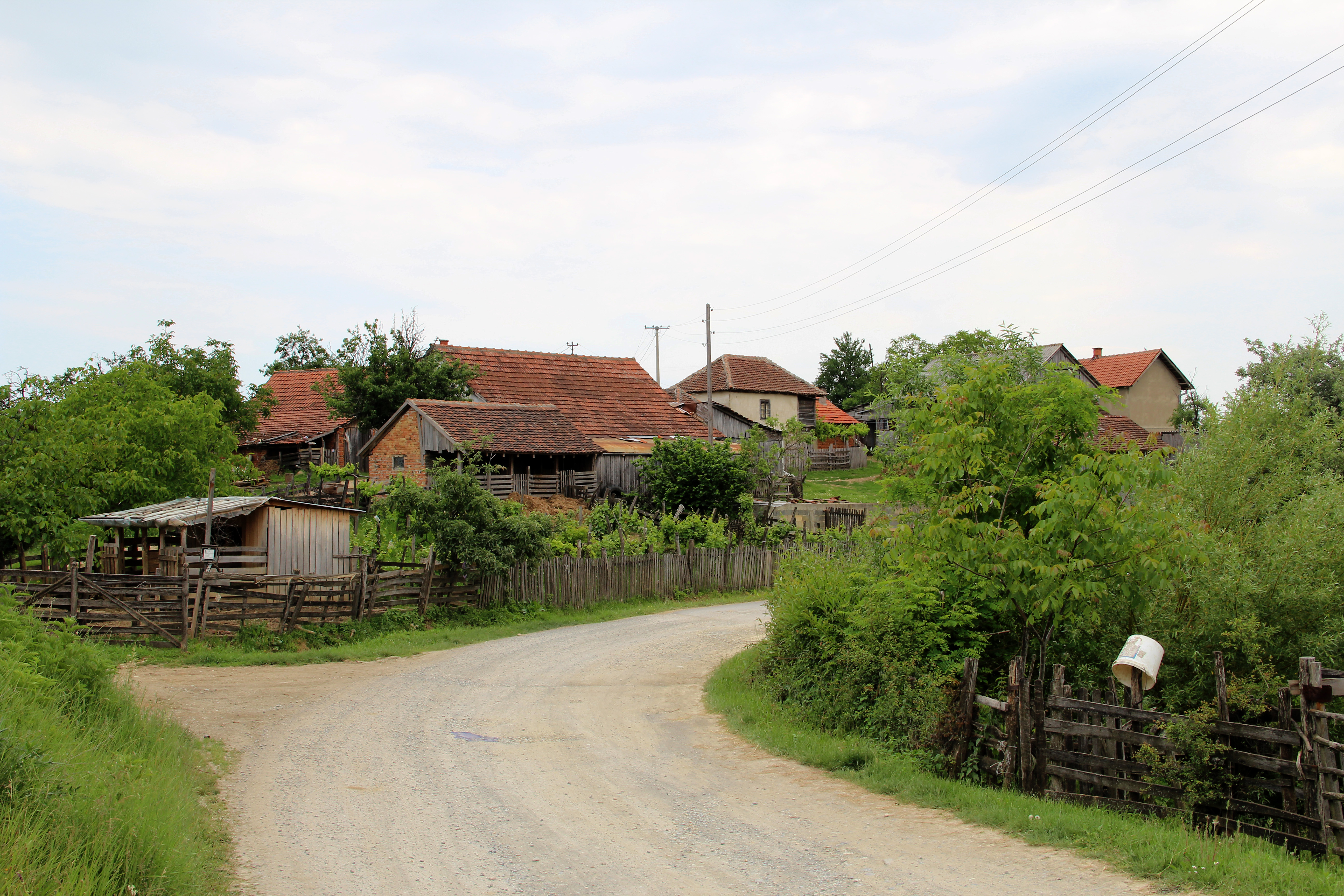
Radjevo Selo - panorama
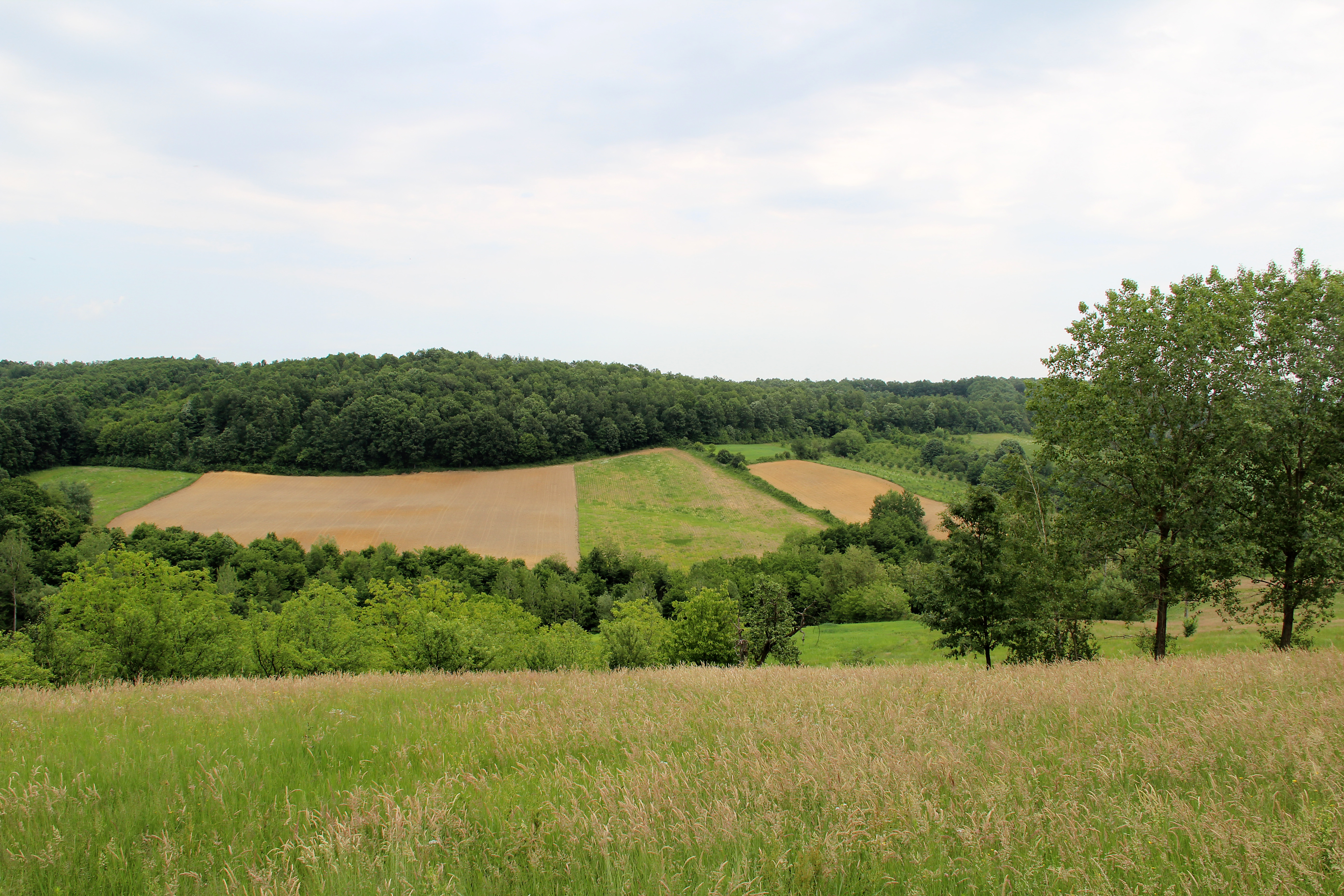
Radjevo Selo - panorama
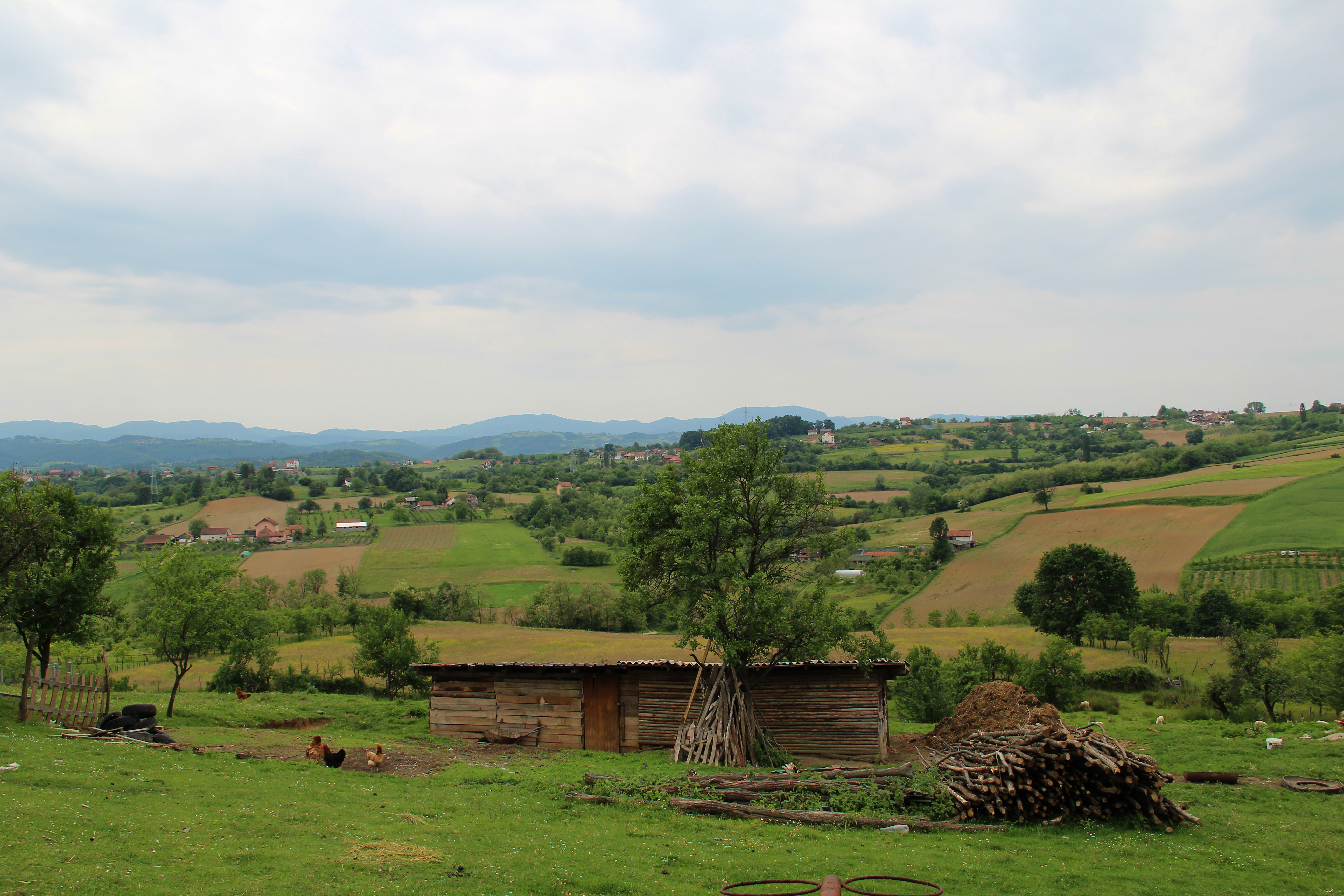
Radjevo Selo - panorama
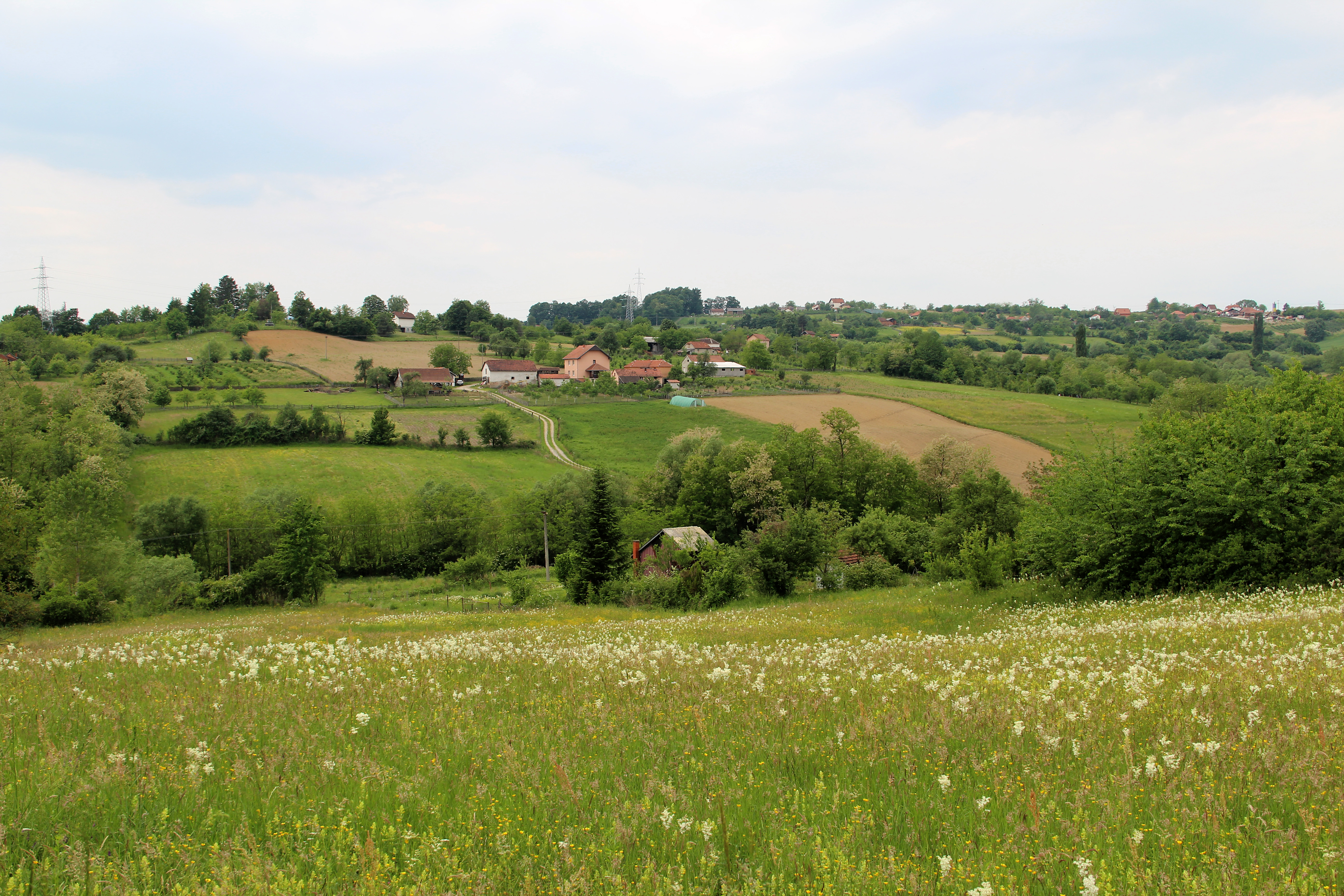
Radjevo Selo - panorama
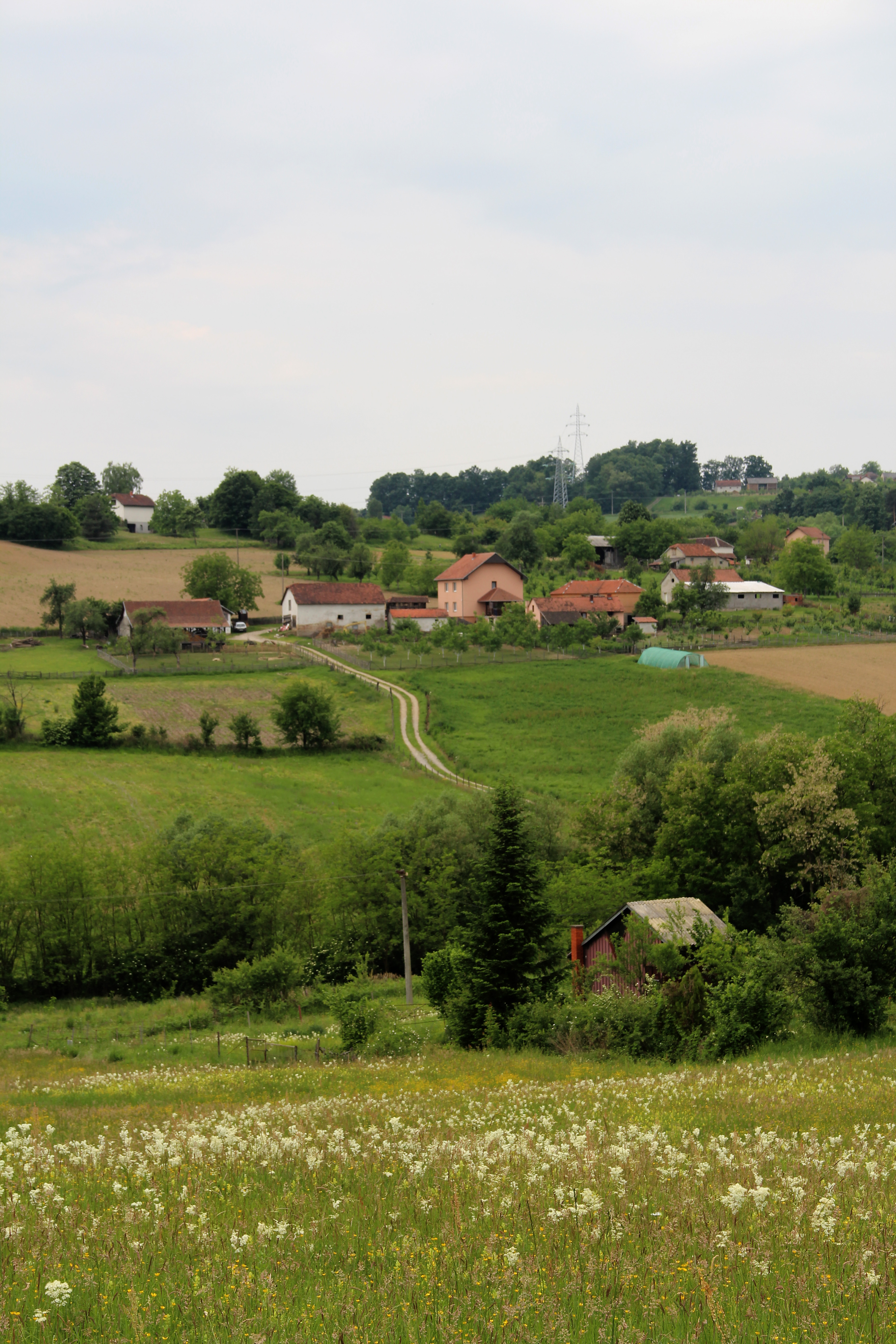
Radjevo Selo - panorama
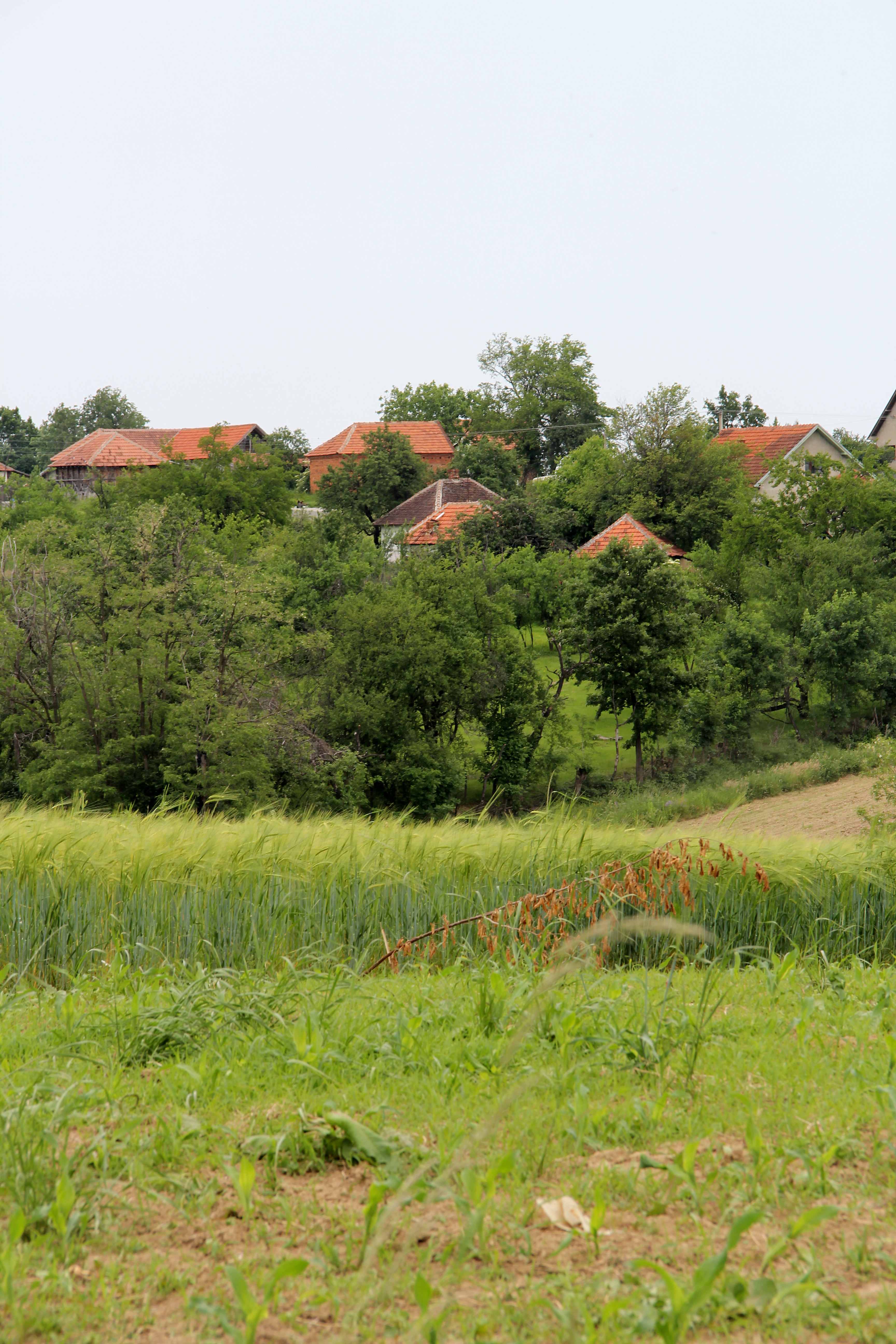
Radjevo Selo - panorama
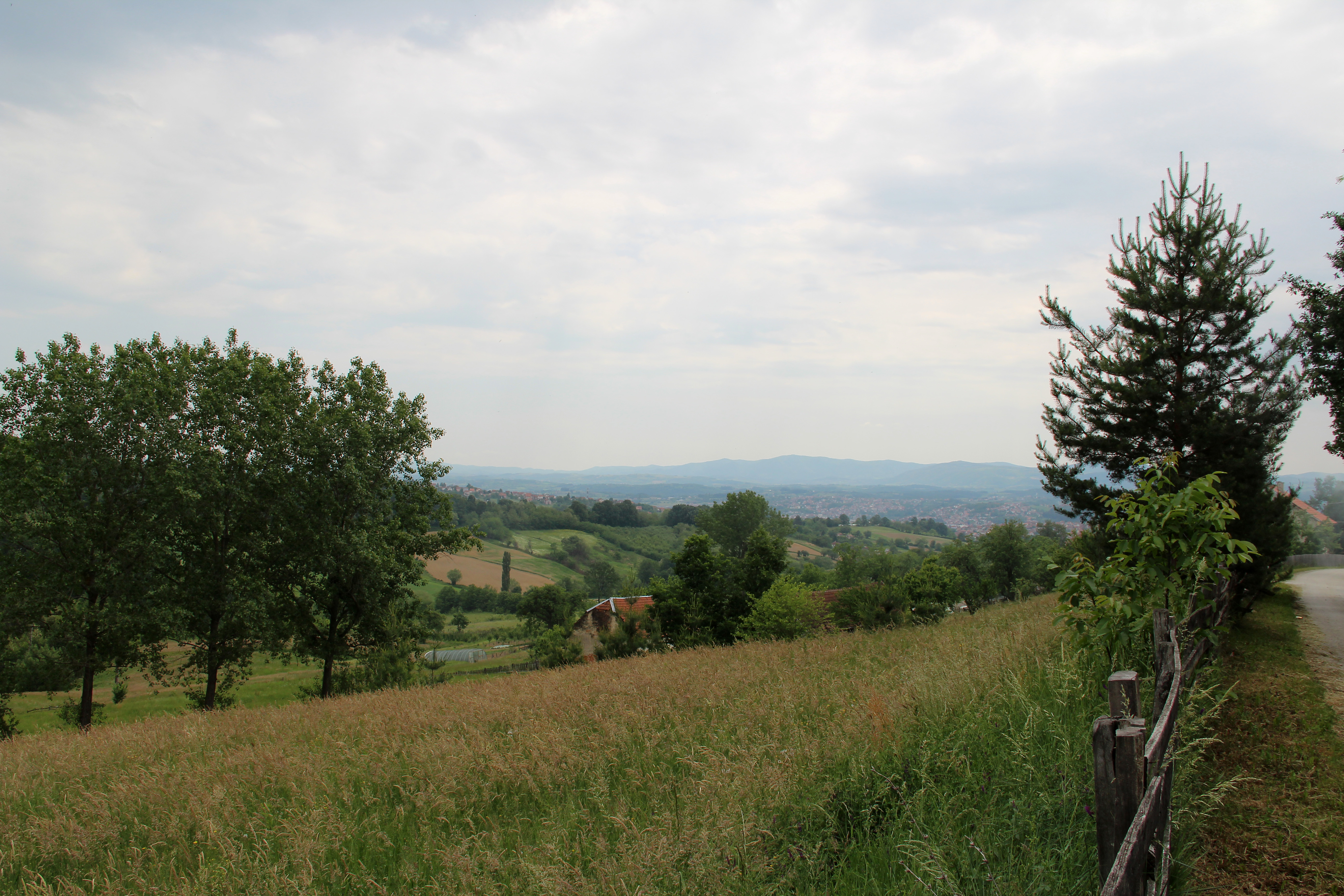
Radjevo Selo - panorama

## Demografia
| 1948 | 1953 | 1961 | 1971 | 1981 | 1991  | 2002 | 2011 |
| ---- | ---- | ---- | ---- | ---- | ----- | ---- | ---- |
| 530  | 662  | 645  | 683  | 898  | 1 432 | 929  | 991  |